# 田納西 (阿肯色州)
田納西（英語：Tennessee）是位於美國阿肯色州德魯縣的一個非建制地區。該地的面積和人口皆未知。

## 地理
田納西的座標為33°37′52″N 91°50′55″W / 33.63111°N 91.84861°W，而該地的平均海拔高度為73米（即249英尺）。